# Aerangis rostellaris
Aerangis rostellaris é uma espécie de orquídea monopodial epífita, família Orchidaceae, que habita Madagascar e Comores.